# 奇普里安·特特鲁沙努
安东·奇普里安·特特鲁沙努（羅馬尼亞語：Anton Ciprian Tătărușanu，發音：[anˈton tʃipriˈan tətəruˈʃanu]；1986年2月9日—）是已退役羅馬尼亞足球運動員，在場上的位置是守門員。最後效力於沙特职业足球联赛球队艾伯哈，曾代表羅馬尼亞國家足球隊參賽。

## 榮譽

### 個人
- 羅馬尼亞足球先生：2015年[1]

## 外部連結
- Soccerway資料庫：奇普里安·特特鲁沙努